# Rezolucja Rady Bezpieczeństwa ONZ nr 170
Rezolucja Rady Bezpieczeństwa ONZ nr 170 została przyjęta jednomyślnie 14 grudnia 1961 r.
Po przeanalizowaniu wniosku Tanganiki o członkostwo w Organizacji Narodów Zjednoczonych, Rada zaleciła Zgromadzeniu Ogólnemu przyjęcie tego państwa do swojego grona.

## Źródło
- UNSCR - Resolution 170